# استاوروپولی
شهر استاوروپولی در استان مقدونیه مرکزی در کشور یونان واقع شده است که دارای جمعیت ۴۴٬۰۱۲  نفر می‌باشد.